# Unterseeboot 952
L'Unterseeboot 952 ou U-952 est un sous-marin allemand (U-Boot) de type VIIC utilisé par la Kriegsmarine pendant la Seconde Guerre mondiale.
Le sous-marin fut commandé le 10 avril 1941 à Hambourg (Blohm + Voss), sa quille fut posée le 1er février 1942, il fut lancé le 14 octobre 1942 et mis en service le 10 décembre 1942, sous le commandement de l'Oberleutnant zur See Oskar Curio.
Il fut coulé par l'Aviation américaine dans le port de Toulon, en juillet 1944.

## Conception
Unterseeboot type VII, l'U-952 avait un déplacement de 769 tonnes en surface et 871 tonnes en plongée. Il avait une longueur totale de 67,10 m, un maître-bau de 6,20 m, une hauteur de 9,60 m et un tirant d'eau de 4,74 m. Le sous-marin était propulsé par deux hélices de 1,23 m, deux moteurs diesel Germaniawerft M6V 40/46 de 6 cylindres en ligne de 1 400 cv à 470 tr/min, produisant un total de 2 060 à 2 350 kW en surface et de deux moteurs électriques Brown, Boveri & Cie GG UB 720/8 de 375 cv à 295 tr/min, produisant un total 550 kW, en plongée. Le sous-marin avait une vitesse en surface de 17,7 nœuds (32,8 km/h) et une vitesse de 7,6 nœuds (14,1 km/h) en plongée. Immergé, il avait un rayon d'action de 80 milles marins (150 km) à 4 nœuds (7,4 km/h; 4,6 milles par heure) et pouvait atteindre une profondeur de 230 m. En surface son rayon d'action était de 8 500 milles nautiques (soit 15 700 km) à 10 nœuds (19 km/h).
 L'U-952 était équipé de cinq tubes lance-torpilles de 53,3 cm (quatre montés à l'avant et un à l'arrière) et embarquait quatorze torpilles. Il était équipé d'un canon de 8,8 cm SK C/35 (220 coups) et d'un canon antiaérien de 20 mm Flak. Il pouvait transporter 26 mines TMA ou 39 mines TMB. Son équipage comprenait 4 officiers et 40 à 56 sous-mariniers.

## Historique
Il reçut sa formation de base au sein de la 5. Unterseebootsflottille jusqu'au 30 avril 1943, il intégra sa formation de combat dans la 3. Unterseebootsflottille puis dans la 29. Unterseebootsflottille à partir du 1er février 1944.
Sa première patrouille est précédée par un court trajet de Kiel à Bergen. Elle commence le 27 avril 1943 au départ de Bergen sous les ordres de l'Oberleutnant zur See Oskar Curio. 
Le 5 mai 1943, l'U-952 lance une attaque contre le convoi ONS-5, sa torpille explose prématurément. Le 15 mai 1943, l'U-952 et son groupe sont déplacés vers le sud pour intercepter le convoi SC-130 qui est signalé par l'U-304 durant la nuit du 18 au 19 mai 1943. Seuls l'U-645 et l'U-952 entrent en contact avant de perdre ce convoi le 19 mai lorsqu'il change de route. Les U-Boote sont chassés par un Liberator piloté par le F/Sgt W. Stones du Sqn 120. L'U-952 est endommagé par des charges de profondeur de la frégate d'escorte HMS Tay (en). Il fait route vers la France qu'il atteint le 31 mai 1943.
Le 2 août 1943, le sous-marin quitte Bordeaux pour Base sous-marine de La Rochelle (La Pallice). À la suite de difficultés techniques lors d'essais en immersion, il retourne précipitamment à la base.
Il reprend la mer le 26 août 1943 au départ de La Rochelle pour l'Atlantique Nord. Encore une fois, des ennuis techniques l'obligent à rentrer à La Pallice.
Sa deuxième patrouille se déroule du 6 septembre 1943 au 23 octobre 1943, soit 48 jours. L'U-952 est l'un des quatorze U-Boote qui forment le groupe Leuthen dans le sud-sud-ouest de l'Islande à partir du 20 septembre 1943, pour intercepter les convois ON. Le secret doit être maintenu autant que possible pour éviter que la présence des U-Boote soit connue des alliés. Le 21 septembre 1943, l'U-952 torpille et envoie par le fond une corvette britannique du convoi ON-202, dans le sud-est du cap Farvel. Un seul survivant de la corvette est recueilli par la frégate HMS Itchen (en). Auparavant, elle avait recueilli 81 survivants du destroyer USS McCook coulé par l'U-305. Lorsque le Itchen est coulé le 23 septembre 1943, seuls trois hommes survivent, sur le total de ces trois navires. 
Au matin du 22 septembre, l'U-952 est aperçu près du convoi par le chalutier armé anti-sous-marins HMS Northen Waters. Ce dernier tente en vain d'éperonner l'U-952, puis d'effectuer une attaque avec des charges de profondeur après qu'il a plongé. Il refait surface et s'éloigne. Dans la soirée, le submersible attaque sans succès une corvette française. Le lendemain matin, il torpille deux bâtiments américains du convoi, dans le sud-sud-est du cap Farvel ; le premier est envoyé par le fond et le deuxième est touché. Peu de temps après, l'opération se termine avec six bâtiments envoyés par le fond et un endommagé, trois navires d'escorte ont été aussi coulés et un autre endommagé de manière irréparable.
 Après quelques semaines de ratissages infructueux à la recherche des convois ONS-19, ON-204, SC-143 et HX-259, l'U-952 quitte le groupe Rossbach et rentre à la base.
Le 11 décembre 1943, le submersible fait une sortie en mer, de cinq jours.
Il reprend la mer le 16 décembre 1943 pour la Méditerranée. L'U-952 passe le détroit de Gibraltar durant de la nuit du 3 au 4 janvier 1944. Le bateau patrouille probablement en Méditerranée occidentale, sans succès. Il arrive à Toulon le 15 janvier 1944.
 Au cours de cette mission, Oskar Curio est promu Kapitänleutnant le 1er janvier 1944.
Il quitte Toulon le 17 février 1944 pour sa quatrième patrouille de guerre. Le 26 février 1944, l'U-952 attaque sans succès un destroyer près d'Anzio et le 4 mars 1944 il rate une corvette dans le nord de l'île d'Ustica. Six jours plus tard, il torpille et envoie par le fond un cargo à vapeur américain dans le nord-nord-est de Palerme. Après 33 jours en mer, il rejoint son port d'attache de La Spezia qu'il atteint le 20 mars 1944.
Le 3 mai 1944, le sous-marin quitte La Spezia pour retourner à Toulon.
Sa cinquième patrouille, du 8 mai 1944 au 21 juin 1944, soit 45 jours en mer, lui fait rejoindre les côtes algériennes et la mer Tyrrhénienne, sans succès.
Il est endommagé une première fois le 5 juillet 1944 dans le bassin n°3 de Missiessy à Toulon, par des bombes lors d'un assaut aérien américain du 15e AF. À la suite de cette attaque, il est désarmé le 12 juillet 1944. 
Il est détruit le 6 août 1944 lors d'une seconde attaque aérienne de l'USAAF, à la position 43° 07′ N, 5° 55′ E.
Son épave est capturée par les forces françaises en août 1944 et démantelée en 1946.

## Affectations
- 5. Unterseebootsflottille du 10 décembre 1942 au 30 avril 1943 (Période de formation).
- 3. Unterseebootsflottille du 1er mai 1943 au 31 janvier 1944 (Unité combattante).
- 29. Unterseebootsflottille du 1er février 1944 au 12 juillet 1944 (Unité combattante).

## Commandement
- Kapitänleutnant Oskar Curio du 10 décembre 1942 au 12 juillet 1944.

## Patrouilles
|       | Commandant         | Départ           | Départ     | Arrivée          | Arrivée    | Jours     | Succès   |
| ----- | ------------------ | ---------------- | ---------- | ---------------- | ---------- | --------- | -------- |
|       | Oblt. Oskar Curio  | 22 avril 1943    | Kiel       | 26 avril 1943    | Bergen     | 5 jours   |          |
| 1     | Oblt. Oskar Curio  | 27 avril 1943    | Bergen     | 31 mai 1943      | Bordeaux   | 35 jours  |          |
|       | Oblt. Oskar Curio  | 2 août 1943      | Bordeaux   | 2 août 1943      | La Pallice | 1 jours   |          |
|       | Oblt. Oskar Curio  | 26 août 1943     | La Pallice | 5 septembre 1943 | La Pallice | 11 jours  |          |
| 2     | Oblt. Oskar Curio  | 6 septembre 1943 | La Pallice | 23 octobre 1943  | La Pallice | 48 jours  | 14 299   |
| 3     | Oblt. Oskar Curio  | 11 décembre 1943 | La Pallice | 15 décembre 1943 | La Pallice | 5 jours   |          |
| L     | Oblt. Oskar Curio  | 16 décembre 1943 | La Pallice | 15 janvier 1944  | Toulon     | 31 jours  |          |
| 4     | Kptlt. Oskar Curio | 17 février 1944  | Toulon     | 20 mars 1944     | La Spezia  | 33 jours  | 7 176    |
|       | Kptlt. Oskar Curio | 3 mai 1944       | La Spezia  | 7 mai 1944       | Toulon     | 5 jours   |          |
| 5     | Kptlt. Oskar Curio | 8 mai 1944       | Toulon     | 21 juin 1944     | Toulon     | 45 jours  |          |
| Total | Total              | Total            | Total      | Total            | Total      | 219 jours | 21 475 t |

Note : Oblt. = Oberleutnant zur See - Kptlt. = Kapitänleutnant

### OpérationsWolfpack
L'U-952 a opéré avec les Wolfpacks (meute de loups) durant sa carrière opérationnelle.
- Sans nom (5–10 mai 1943)
- Isar (10–15 mai 1943)
- Donau 1 (15–26 mai 1943)
- Leuthen (15–24 septembre 1943)
- Rossbach (27 septembre – 6 octobre 1943)

## Navires coulés
L'U-952 a coulé 2 navires marchands totalisant 13 374 tonneaux, 1 navire de guerre de 925 tonneaux et a endommagé 1 navire marchand de 7 176 tonneaux au cours des 5 patrouilles (219 jours en mer) qu'il effectua.
| Date              | Nom                  | Nationalité | Tonnage | Convoi | Fait      | Localisation         |
| ----------------- | -------------------- | ----------- | ------- | ------ | --------- | -------------------- |
| 21 septembre 1943 | HMS Polyanthus (en)  | Royal Navy  | 925     | ON-202 | Coulé     | 57° 00′ N, 31° 10′ O |
| 23 septembre 1943 | Steel Voyager        | USA         | 6 198   | ON-202 | Coulé     | 53° 18′ N, 40° 24′ O |
| 23 septembre 1943 | James Gordon Bennett | USA         | 7 176   | ON-202 | Endommagé | 53° 00′ N, 40° 00′ O |
| 10 mars 1944      | William B. Woods     | USA         | 7 176   | -      | Coulé     | 38° 36′ N, 13° 45′ E |